# Didrik Pining
Didrik Pining ( c. 1430 – 1491) fue un corsario alemán, noble y gobernador de Islandia y Vardøhus .
Los historiadores Sofus Larson y Thomas P. Hughes han propuesto que pudo haber aterrizado en América del Norte en la década de 1470, casi veinte años antes de los viajes de descubrimiento de Colón. Algunas de las afirmaciones sobre Pining son controvertidas porque la información sobre él es, en general, relativamente escasa y parcialmente contradictoria.

## Biografía

### Primeros años
Los genealogistas alemanes modernos han descubierto que Didrik Pining era nativo de Hildesheim en Alemania, y según un informe, esto se ha "demostrado de manera repentina y concluyente". Se supuso que era danés o noruego hasta la década de 1930.
En los registros hanseáticos hasta 1468, se le menciona como corsario o capitán al servicio de Hamburgo, encargado de cazar barcos mercantes ingleses en el Atlántico Norte . De 1468 a 1478, estuvo al servicio del Reino de Dinamarca y Noruega (hacia 1470 como "almirante") primero bajo Cristián I de Dinamarca (gobernó entre 1448 y 1481) y luego para su hijo, Juan de Dinamarca (gobernó entre 1481 y 1513). Antes de su contratación por los daneses, Pining y su socio Hans Pothorst también habían sido considerados por la Liga Hanseática como "piratas que causaron mucho daño a las ciudades hanseáticas". Durante los últimos años del reinado de Cristián I, se dice que Pining y Pothorst se distinguieron "no menos como marineros capaces que como filibusteros sin igual".

### Presunto viaje a América

#### La teoría de Sofus Larsen
La teoría del viaje de Pining llegando a América fue publicada por primera vez por el Dr. Sofus Larsen profesor de la Universidad de Copenhague en su libro The Discovery of North America Twenty Years Before Columbus en 1925. Larsen basó sus afirmaciones en varias fuentes (principalmente tres) que no tenían una conexión aparente inmediata. Según Larsen, Pining fue designado líder de una expedición al norte hacia Groenlandia a principios de la década de 1470. Se dice que él, junto con Hans Pothorst (también de Hildesheim) y los exploradores portugueses João Vaz Corte-Real y Álvaro Martins, fueron los principales de la expedición. El navegante era supuestamente la figura semi-mítica llamada John Scolvus. Según Larsen, la misión probablemente partió de Bergen, pasó a Islandia y Groenlandia, y finalmente descubrió Terra do Bacalhau, la "Tierra del bacalao", que más tarde se presume que es Terranova o Labrador . Si bien se sabe que Pining y Corte-Real fueron nombrados respectivamente gobernadores de Islandia (1478) y de las Azores (1474), estos nombramientos fueron según Larsen una recompensa por haber descubierto la Tierra del Bacalao.

#### Investigación general
Si bien las afirmaciones de Larsen han disfrutado de un fuerte apoyo académico y público en Escandinavia y Portugal, ha sido más discutida entre los académicos alemanes. La recepción del relato por parte de historiadores estadounidenses e ingleses ha oscilado generalmente entre el ridículo y la aceptación de la plausibilidad de al menos una parte. Se conocen muchas otras circunstancias que respaldan la teoría, aunque generalmente se concluye que la teoría "no está probada" (ni suficientemente "refutada"), y que falta cualquier posible "prueba final".
Independientemente, ninguna fuente respalda explícitamente que Pining y Pothorst tuvieran alguna conexión con el viaje, ni que llegaran a América del Norte (excluyendo Groenlandia). Sin embargo, lo que se sabe es que Pining y Pothorst fueron enviados por una orden real danesa para averiguar cuál de las varias políticas posibles relacionadas con el comercio en Islandia debería desarrollarse, en qué asentamientos y puertos. Las órdenes de Pining incluían además investigar lo que anteriormente, en el siglo XI, se había llamado regiones finitimae (es decir, "las costas opuestas a los asentamientos obsoletos pero aún recordados en Groenlandia"). En 1476, hicieron este viaje, que probablemente fue a Groenlandia, donde se informó que se encontraron con inuit hostiles y ningún pueblo nórdico . Algunos suponen que el lugar que visitaron fue alrededor de Tasiilaq. Nada específico sugiere que fue más al oeste que esto.

### Años después
En 1478, Didrik Pining se convirtió en gobernador (höfuðsmaðr) de Islandia, sirviendo hasta 1481, cuando se menciona que "se fue de Islandia". Reemplazó al exgobernador Thorleif Björnsson, cuya lucha por casarse con su propia prima Ingvild fue apoyada por Pining. Al año siguiente, Thorleif le dio a Pining plata y un cuerno de marfil de morsa para pagarle al rey una licencia para su unión. El acuerdo se constituyó en 1484, fusionando dos de las dinastías políticas más afortunadas de Islandia. En el mismo año, llegaron denuncias de que Pining y sus hombres violaron a mujeres y robaron dinero a los agricultores. En 1481, Pining estuvo presente en el funeral del rey danés Cristián I. También realizó visitas de estado en homenaje a Bergen y Copenhague, se convirtió en caballero en Noruega y empleó su escudo de armas personal que presentaba un garfio. Algunos años más tarde, en 1489 y 1490, se le vuelve a describir como "gobernador (hirdstjore) de toda Islandia" en dos leyes o edictos islandeses (las llamadas Leyes de Pining). Un cronista posterior dice de él que "fue en muchos sentidos un hombre servicial y arregló muchas cosas que estaban mal". Su ahijado y sobrino, Didrik Pining el Joven, lo sucedió en 1490 y fue gobernador durante los dos años siguientes.
Pining, junto con Hans Pothorst, patrulló las aguas del Atlántico Norte y desempeñó un papel destacado en la guerra naval anglo-danesa (1484-1490). Hacia 1484, capturó, frente a las costas de Inglaterra o Bretaña en el mar español, tres barcos españoles o portugueses que llevó al rey Juan I de Dinamarca en Copenhague. Acompañó a Juan a Bergen en 1486 como almirante de la flota real. En 1487, dirigió una flota a la isla de Gotland en el Mar Báltico y la aseguró para Dinamarca. Sin embargo, en un tratado celebrado entre Juan de Dinamarca y los holandeses en 1490, se establece expresamente que Didrik Pining (y otro almirante llamado Bartold Busch) serían excluidos de la paz. Entonces también se habló de él como un señor de Islandia. En el mismo año, Pining fue nombrado gobernador de Vardøhus y, por lo tanto, puede haber sido comandante en jefe de los mares y tierras en las aguas del norte.
Didrik Pining probablemente murió (posiblemente fue asesinado) alrededor de Finnmark o el Cabo Norte en 1491. En Skibby Chronicle, Pining (y Pothorst) se mencionan entre muchos piratas que "encontraron una muerte miserable, siendo asesinados por sus amigos o colgados en la horca o ahogados en las olas del mar", aunque esto tiene ha sido cuestionado por algunos historiadores modernos.

## Referencias posteriores

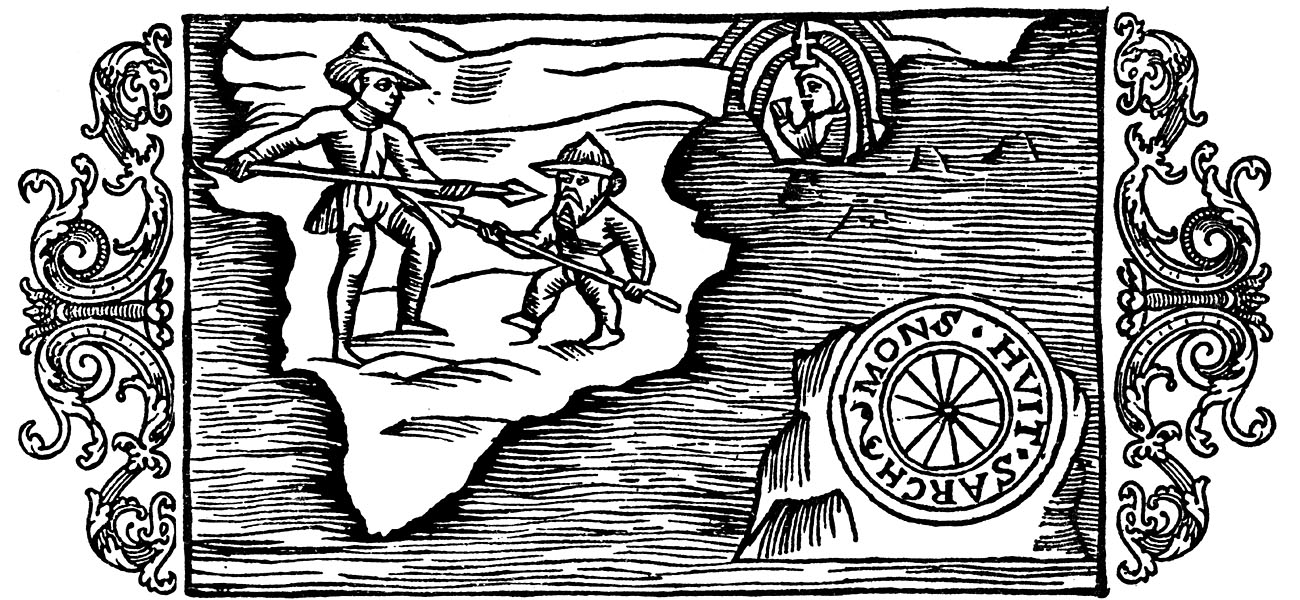
El relato de Olaus Magnus está ilustrado por uno de sus grabados en madera (visto arriba), que se asemeja a la costa sur de Groenlandia donde se ve Hvidserk y los exploradores que luchan contra los esquimales.